# 2075 Martinez
2075 Martinez è un asteroide della fascia principale. Scoperto nel 1974, presenta un'orbita caratterizzata da un semiasse maggiore pari a 2,4014358 UA e da un'eccentricità di 0,2501149, inclinata di 27,08623° rispetto all'eclittica.
Porta il nome di Hugo Arturo Martinez, astronomo dell'Osservatorio di La Plata.